# 召西奴
召西奴（ソ・ソノ、朝鮮語: 소서노、生年不詳 - 紀元前6年）は、高句麗王朱蒙の王妃。

## 人物
夫餘の部族、桂婁部の姫として生まれた。父王は延陀勃、夫餘の部族王である解扶婁の孫の優台と結婚し、沸流と温祚の二人の息子を産む。夫の優台は早くに亡くなり、未亡人の召西奴は高句麗の始祖となる朱蒙と出会う。朱蒙と召西奴は恋に落ち、結婚する。朱蒙は召西奴と結婚したことで桂婁部を基盤にして兵を揃え、民心を掌握して高句麗を建国する。
紀元前19年、召西奴は息子の沸流と温祚と10人の家臣とその一族、そして桂婁部の多くの民とともに南下した。紀元前18年、温祚は家臣と力を合わせて河南地域に慰礼城を築き、国を建て、国名を十済とした。国名を十済としたのは、10人の家臣と国を築いたためであるが、その国が後の百済である。

## 家族
- 父：延陀勃
- 先夫：優台
- 後夫：朱蒙
- 息子：沸流
- 息子：温祚